# Arville (Loir-et-Cher)
Arville ist eine ehemalige französische Gemeinde im Département Loir-et-Cher in der Region Centre-Val de Loire. Sie gehörte zum Arrondissement Vendôme, zum Kanton Mondoubleau und war Mitglied des Gemeindeverbandes Collines du Perche. Arville ist eine Commune déléguée in der Gemeinde Couëtron-au-Perche.
Zum 1. Januar 2018 wurden Arville, Oigny, Saint-Agil, Saint-Avit und Souday zur Gemeinde (Commune nouvelle) Couëtron-au-Perche zusammengeschlossen. Arville ist eine Commune déléguée mit 93 Einwohnern (Stand 1. Januar 2022) innerhalb der neuen Gemeinde.

## Geografie
Arville liegt im Norden des Départements Loir-et-Cher am Südostrand der Landschaft Perche, etwa 60 Kilometer südwestlich von Chartres und 55 Kilometer östlich von Le Mans. Durch die Gemeinde fließt der Couëtron, ein Nebenfluss der Braye. Im Nordwesten des Gemeindegebietes verläuft die Trasse der Hochgeschwindigkeits-Bahnlinie TGV Atlantique.

## Bevölkerungsentwicklung
| Jahr      | 1962 | 1968 | 1975 | 1982 | 1990 | 1999 | 2007 | 2017 |
| Einwohner | 229  | 228  | 178  | 152  | 122  | 108  | 119  | 100  |

## Sehenswürdigkeiten

### Kommende des Templerordens
- Die Kommende wurde im frühen 12. Jahrhundert von Tempelrittern in einem Waldstück gebaut, das ihnen Gottfried III., Graf von Mondoubleau schenkte. Die Kommende wurde als Hofgut bewirtschaftet und diente auch der Anwerbung und Ausbildung von neuen Tempelrittern. Die Templer bewirtschafteten die Kommende bis zur Auflösung des Ordens durch Philippe IV., der sie der Ketzerei beschuldigte.

Danach kam das Gut in die Hände des Johanniterordens, der die Kommende bis zur Französischen Revolution bewirtschaftete. Der Ort wurde als nationales Eigentum beschlagnahmt und an Bauern verkauft, die sich hier ansiedelten. 1979 kaufte der Gemeindeverband Collines du Perche die Kommende und ließ sie restaurieren. Heute ist der als Monument historique klassifizierte Gebäudekomplex ein Museum.
- Kirche Notre-Dame
- Taubenturm der ehemaligen Kommende

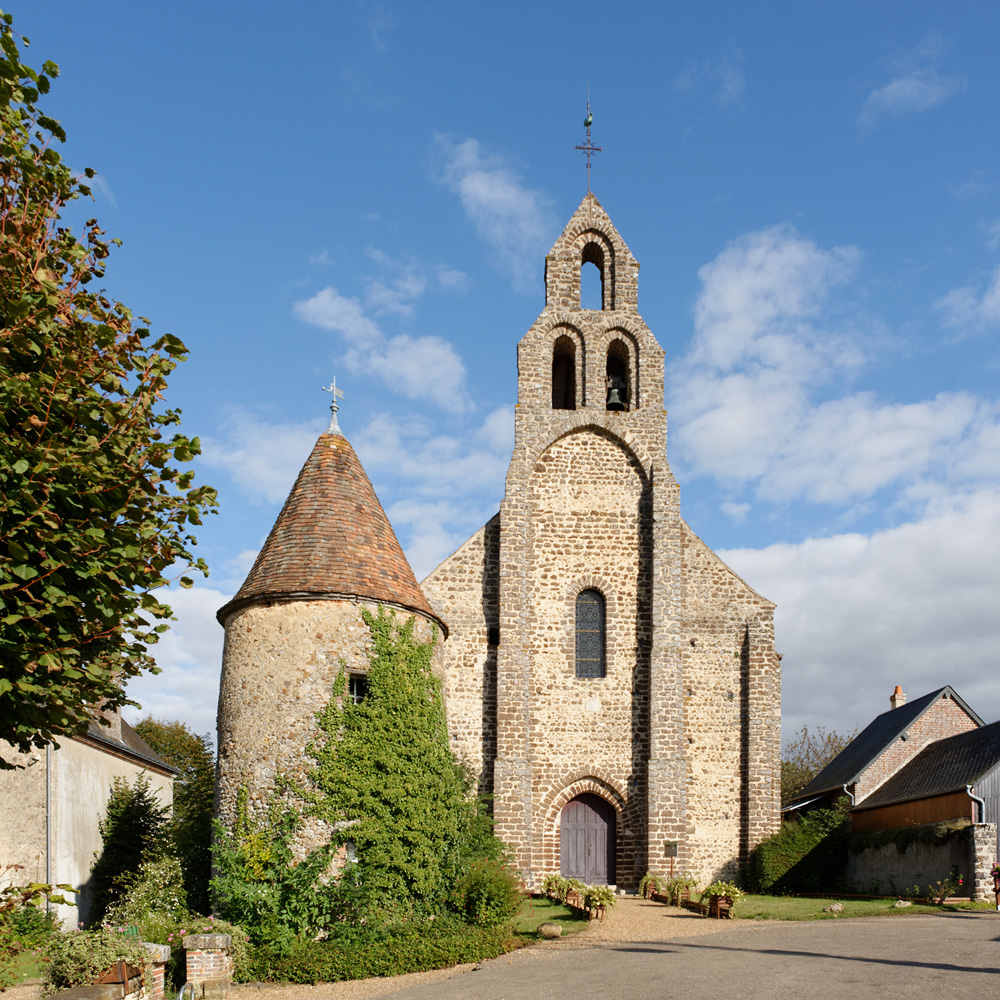
Kirche Notre-Dame
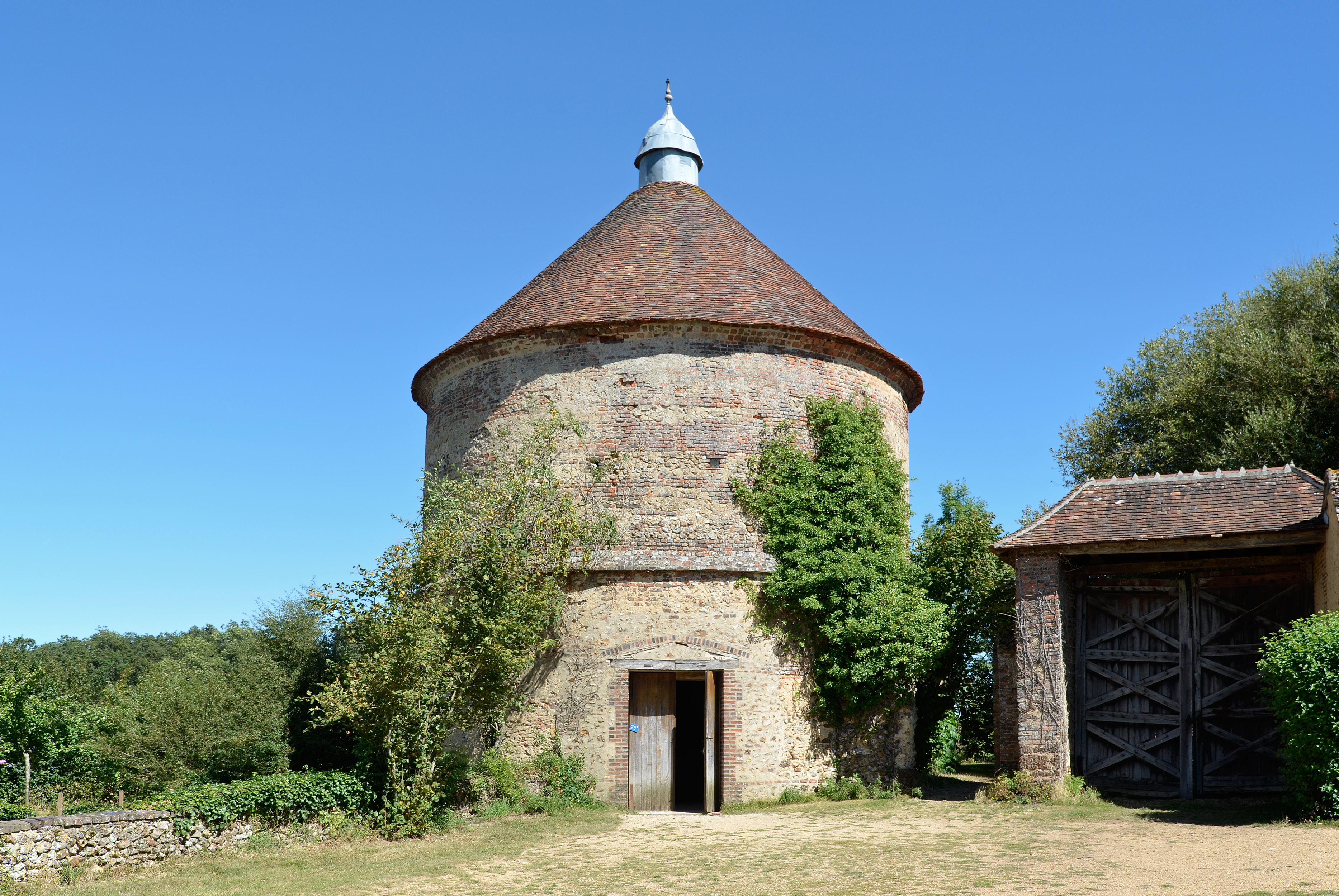
Taubenturm der Kommende